# Pfaffroda
Pfaffroda este o comună din landul Saxonia, Germania.